# Falcuna leonensis
Falcuna leonensis är en fjärilsart som beskrevs av Henry Stempffer och Bennett 1963. Falcuna leonensis ingår i släktet Falcuna och familjen juvelvingar. IUCN kategoriserar arten globalt som livskraftig. Inga underarter finns listade i Catalogue of Life.